# Opaka
Opaka (bulgariska: Опака) är en ort i Bulgarien.   Den ligger i kommunen Obsjtina Opaka och regionen Tărgovisjte, i den nordöstra delen av landet, 240 km öster om huvudstaden Sofia. Opaka ligger 224 meter över havet och antalet invånare är 3 002.